# 奥可马 (南达科他州)
奥可马（英語：Oacoma），是美国南达科他州下属的一座城市。根据2010年美国人口普查，该市有人口457人。论人口在本州排行第127。